# فيديريكو بالزاريتي
فيديريكو بالزاريتي (بالإيطالية: Federico Balzaretti)‏ (مواليد 6 ديسمبر 1981 في تورينو - إيطاليا) لاعب كرة قدم إيطالي لعب لصالح نادي الدرجة الأولى باليرمو الإيطالي منذ 2008 في مركز الظهير الأيسر. وانتقل إلى روما صيف 2012.

## روابط خارجية
- فيديريكو بالزاريتي على موقع الاتحاد الدولي (مؤرشف)  (الإنجليزية)
- فيديريكو بالزاريتي على موقع الاتحاد الأوربي (الإنجليزية)
- فيديريكو بالزاريتي على موقع إي إس بي إن إف سي (الإنجليزية)
- فيديريكو بالزاريتي على موقع قاعدة بيانات كرة القدم.إي يو (الإنجليزية)
- فيديريكو بالزاريتي على موقع ليكيب (الفرنسية)
- فيديريكو بالزاريتي على موقع ناشيونال فوتبول تيمز (الإنجليزية)
- فيديريكو بالزاريتي على موقع Soccerbase.com (لاعب) (الإنجليزية)
- فيديريكو بالزاريتي على موقع Soccerway.com (الإنجليزية)
- فيديريكو بالزاريتي على موقع عالم كرة القدم.نت (الإنجليزية)
- فيديريكو بالزاريتي على موقع كووورة